# Franciszek Salezy Andrzejewski
Franciszek Salezy Andrzejewski (ur. 1 lutego 1827 w Pleszewie, zm. 17 marca 1911 w Chełmnie) – polski nauczyciel gimnazjalny, doktor filologii.
Był synem Józefa, wyrobnika wiejskiego, i Anny z Kamińskich. Jako dziecko przeniósł się z rodzicami do Poznania, gdzie uczył się w szkole elementarnej, a następnie w Gimnazjum Marii Magdaleny, maturę zdając w 1850. Na studia wyjechał do Berlina; na miejscowym uniwersytecie zgłębiał filologię klasyczną, język francuski oraz – pod kierunkiem Wojciecha Cybulskiego – filologię polską. 4 grudnia 1856 złożył egzamin państwowy, uprawniający do pracy nauczycielskiej na poziomie gimnazjalnym. Przez kilka lat był nauczycielem prywatnym.
W 1859 przeszedł do szkolnictwa państwowego. Odbył rok próbny (1859/1860) w gimnazjum w Chełmnie, po czym pracował w gimnazjach w Chojnicach i Wałczu. W Chojnicach był współzałożycielem (1861) kółka pracy narodowej, zrzeszającego nauczycieli-Polaków; oficjalnie funkcjonowało ono jako "Wieniec Wistowy", kółko towarzyskie. W 1863 Andrzejewski powrócił do Chełmna i pozostawał z tamtejszym gimnazjum związany aż do emerytury (1 kwietnia 1899). Przez kilkanaście lat opiekował się polską uczniowską biblioteką szkolną w Chełmnie. Zajmował się także przeróbkami na potrzeby szkolne utworów Brodzińskiego, Mickiewicza i Słowackiego. 40-letni staż pracy w charakterze nauczyciela języka polskiego uczynił Andrzejewskiego nestorem polonistyki pomorskiej, porównywanym do Mrongowiusza.
1 września 1875 na uniwersytecie w Rostocku obronił rozprawę doktorską z historii filologii romańskiej. Praca Apreçu des principales hypothèses, que la phililogie a établies quant à l'origine et la formation des lanques Romanes ukazała się w sprawozdaniu rocznym gimnazjum chełmińskiego za rok szkolny 1873/1874 (Chełmno 1874) i odrębnie nakładem Józefa Buszczyńskiego (Toruń 1875).
Był żonaty z Cyrylą Tokarską, miał syna Adama (1880–1942), księdza katolickiego i działacza społecznego. Zmarł 17 marca 1911 w Chełmnie i tamże został pochowany.